# アンドレス・ムニョス
アンドレス・クレメンテ・ムニョス・アポダカ（Andrés Clemente Muñoz Apodaca, 1999年1月16日 - ）は、メキシコのシナロア州ロスモチス出身のプロ野球選手（投手）。右投右打。MLBのシアトル・マリナーズ所属。

## 経歴

### プロ入りとパドレス時代
2015年7月にサンディエゴ・パドレスと契約してプロ入り。
2016年、傘下のルーキー級アリゾナリーグ・パドレスでプロデビュー。16試合（先発1試合）に登板して1勝1敗、防御率5.49、26奪三振を記録した。 
2017年はA-級トリシティ・ダストデビルズとA級フォートウェイン・ティンキャップスでプレーし、2球団合計で24試合に登板して3勝0敗1セーブ、防御率3.81、38奪三振を記録した。オフにはアリゾナ・フォールリーグに参加し、ピオリア・ハベリーナズに所属した。
2018年はA-級トリシティとAA級サンアントニオ・ミッションズでプレーし、2球団合計で25試合に登板して2勝1敗7セーブ、防御率0.73、28奪三振を記録した。
2019年は開幕をAA級アマリロ・ソッドプードルズで迎えた。AAA級エルパソ・チワワズを経て、7月12日にメジャー契約を結んでアクティブ・ロースター入りし、同日のアトランタ・ブレーブス戦でメジャーデビュー。この年メジャーでは22試合に登板して1勝1敗1セーブ、防御率3.91、30奪三振を記録した。 
2020年3月20日、トミー・ジョン手術を受けることが発表され、シーズン全休が決定的となった。

### マリナーズ時代
2020年8月30日にオースティン・ノラ、ダン・アルタビラ、オースティン・アダムスとのトレードでタイ・フランス、テイラー・トランメル、ルイス・トレンズと共にシアトル・マリナーズに移籍した。
2021年12月1日、シアトル・マリナーズと4年総額750万ドルの契約延長に合意した 。

## 選手としての特徴
2019年、19歳にして両リーグ3位の最速102.8mph（約165.4km/h）を計時したハードボーラーである。パドレス時代、全投球の約67%を4シームが占めていたが、ムニョスのスライダーがいかに優れているかを説いたマリナーズ首脳陣の助言もあり投球スタイルを変化させた。2022年シーズン、全投球の約65%で投げたスライダーは、被打率.126、被長打率.176を記録。また4シームの平均球速もキャリアで初めて大台を超え100.2mph（約161.3km/h）に到達した。

## 詳細情報

### 年度別投手成績
| 年 度    | 球 団    | 登 板 | 先 発 | 完 投 | 完 封 | 無 四 球 | 勝 利 | 敗 戦 | セ 丨 ブ | ホ 丨 ル ド | 勝 率 | 打 者 | 投 球 回 | 被 安 打 | 被 本 塁 打 | 与 四 球 | 敬 遠 | 与 死 球 | 奪 三 振 | 暴 投 | ボ 丨 ク | 失 点 | 自 責 点 | 防 御 率 | W H I P |
| -------- | -------- | ----- | ----- | ----- | ----- | -------- | ----- | ----- | -------- | ----------- | ----- | ----- | -------- | -------- | ----------- | -------- | ----- | -------- | -------- | ----- | -------- | ----- | -------- | -------- | ------- |
| 2019     | SD       | 22    | 0     | 0     | 0     | 0        | 1     | 1     | 1        | 8           | .500  | 97    | 23.0     | 16       | 2           | 11       | 0     | 0        | 30       | 1     | 1        | 10    | 10       | 3.91     | 1.17    |
| 2021     | SEA      | 1     | 0     | 0     | 0     | 0        | 0     | 0     | 0        | 0           | ----  | 4     | 0.2      | 0        | 0           | 2        | 0     | 0        | 1        | 0     | 0        | 0     | 0        | 0.00     | 3.00    |
| 2022     | SEA      | 64    | 0     | 0     | 0     | 0        | 2     | 5     | 4        | 22          | .286  | 248   | 65.0     | 43       | 5           | 15       | 3     | 4        | 96       | 4     | 0        | 20    | 18       | 2.49     | 0.89    |
| 2023     | SEA      | 52    | 0     | 0     | 0     | 0        | 4     | 7     | 13       | 14          | .364  | 211   | 49.0     | 40       | 2           | 22       | 3     | 5        | 67       | 4     | 2        | 20    | 16       | 2.94     | 1.27    |
| 2024     | SEA      | 60    | 0     | 0     | 0     | 0        | 3     | 7     | 22       | 6           | .300  | 232   | 59.1     | 31       | 6           | 26       | 3     | 3        | 77       | 3     | 1        | 16    | 14       | 2.12     | 0.96    |
| MLB：5年 | MLB：5年 | 199   | 0     | 0     | 0     | 0        | 10    | 20    | 40       | 50          | .333  | 792   | 197.0    | 130      | 15          | 76       | 9     | 12       | 271      | 12    | 4        | 66    | 58       | 2.65     | 1.05    |

- 2024年度シーズン終了時

### 年度別守備成績
| 年 度 | 球 団 | 投手（P） | 投手（P） | 投手（P） | 投手（P） | 投手（P） | 投手（P） |
| 年 度 | 球 団 | 試 合     | 刺 殺     | 補 殺     | 失 策     | 併 殺     | 守 備 率  |
| ----- | ----- | --------- | --------- | --------- | --------- | --------- | --------- |
| 2019  | SD    | 22        | 0         | 1         | 0         | 1         | 1.000     |
| 2021  | SEA   | 1         | 0         | 0         | 0         | 0         | ----      |
| 2022  | SEA   | 64        | 3         | 4         | 0         | 0         | 1.000     |
| 2023  | SEA   | 52        | 1         | 2         | 0         | 0         | 1.000     |
| 2024  | SEA   | 60        | 0         | 8         | 1         | 0         | .889      |
| MLB   | MLB   | 199       | 4         | 15        | 1         | 1         | .950      |

- 2024年度シーズン終了時

### 表彰
- リリーバー・オブ・ザ・マンス：2回（2023年8月、2025年4月）

### 背番号
- 52（2019年）
- 54（2021年）
- 75（2022年 - ）